# South Benton Township (comté de Polk, Missouri)
South Benton Township est un ancien township, situé dans le comté de Polk, dans le Missouri, aux États-Unis,.